# Marino Vigna
Marino Enrico Vigna, född 6 november 1938 i Milano, är en italiensk före detta tävlingscyklist.
Vigna blev olympisk guldmedaljör i lagförföljelse vid sommarspelen 1960 i Rom.